# Hàm số cơ bản
Trong toán học, một hàm số cơ bản là một hàm một biến số và là tổ hợp của một số hữu hạn các phép toán số học (+ – × ÷), hàm mũ, logarit, hằng số và các nghiệm của phương trình đại số (tổng quát của căn bậc n).
Các hàm số cơ bản (của x) bao gồm:
- Lũy thừa của {\displaystyle x{\text{: }}x,\ x^{2},\ x^{3},}....
- Căn của {\displaystyle x{\text{: }}{\sqrt {x}},\ {\sqrt[{3}]{x}},}....
- Hàm mũ: {\displaystyle e^{x}}
- Logarit: {\displaystyle \log x}
- Hàm lượng giác: {\displaystyle \sin x,\ \cos x,}....
- Hàm lượng giác ngược: {\displaystyle \arcsin x,\ \arccos x,}....
- Hàm Hyperbolic: {\displaystyle \sinh x,\ \cosh x,}....
- Tất cả các hàm số được tạo thành bằng cách thay x (trong một hàm số cơ bản) bởi bất kỳ một hàm số cơ bản nào khác.
- Tất cả các hàm số được tạo thành bằng cách cộng, trừ, nhân hay chia các hàm số cơ bản trước đó[1]

Từ định nghĩa trên ta có thể thấy rằng tập hợp các hàm cơ bản là đóng đối với các phép toán số học và phép hợp hàm. Nó cũng đóng đối với phép đạo hàm nhưng không đóng đối với phép tính giới hạn và chuỗi (tổng vô hạn).
Nên nhớ rằng, tập các hàm số cơ bản không đóng đối với phép tính nguyên hàm, như đã được chứng mình bởi định lý Liouville, có thể xem thêm về các nguyên hàm không cơ bản.
Một vài hàm số cơ bản, như căn thức, logarit hay lượng giác ngược không xác định trên toàn bộ mặt phẳng phức và có thể có nhiều giá trị khác nhau.
Các hàm số cơ bản lần đầu được Joseph Liouville trong một chuỗi các bài viết từ năm 1833 đến năm 1841. Một nghiên cứu đại số về các hàm cơ bản cũng đã được Joseph Fels Ritt khởi xướng những năm 1930.

## Một vài ví dụ
Các ví dụ của hàm số cơ bản bao gồm:
- Phép cộng, ví dụ: (x+1)
- Phép nhân, ví dụ: (2x)
- Hàm đa thức
- {\displaystyle {\dfrac {e^{\tan x}}{1+x^{2}}}\sin \left({\sqrt {1+(\ln x)^{2}}}\right)}
- {\displaystyle -i\ln(x+i{\sqrt {1-x^{2}}})}

Hàm số cuối cùng tương đương với {\displaystyle \arccos x}, một hàm lượng giác ngược, trên toàn mặt phẳng phức. Do đó, nó là một hàm cơ bản.

### Các hàm số không cơ bản
Một ví dụ của hàm số không cơ bản là hàm sai số
- {\displaystyle \mathrm {erf} (x)={\frac {2}{\sqrt {\pi }}}\int _{0}^{x}e^{-t^{2}}\,dt,}

Điều này không thể được nhìn thấy ngay lập tức, nhưng có thể được chứng minh sử dụng Thuật toán Risch.
- Có thể xem thêm các ví dụ khác tại Hàm số Liouville và Nguyên hàm không cơ bản.